# إريك كارلسون (لاعب هوكي الجليد سويدي)
إريك كارلسون (بالسويدية: Erik Karlsson)‏ هو لاعب هوكي الجليد سويدي، ولد في 28 يوليو 1994 في Lerum Municipality ‏ في السويد.

## وصلات خارجية
- إريك كارلسون (لاعب هوكي الجليد سويدي) على موقع دوري الهوكي الوطني (الإنجليزية)
- إريك كارلسون (لاعب هوكي الجليد سويدي) على موقع EliteProspects.com (الإنجليزية)
- إريك كارلسون (لاعب هوكي الجليد سويدي) على موقع Eurohockey.com (الإنجليزية)
- إريك كارلسون (لاعب هوكي الجليد سويدي) على موقع HockeyDB.com (الإنجليزية)